# Laurel und Hardy: Die Rache des Raubmörders
Do Detectives Think? (deutsche Filmtitel: Die Rache des Raubmörders / Gebrauchen Detektive ihren Kopf? / Das Fleischmesser an der Gurgel) ist eine US-amerikanische stumme Kurzfilm-Komödie von Fred Guiol aus dem Jahr 1927. In den Hauptrollen spielt das Komikerduo Laurel und Hardy.

## Handlung
Der sogenannte „Tipton Slasher“ wird wegen Mordes zum Tod durch Erhängen verurteilt. Er schwört allerdings dem Richter Foozle, der seine Verhandlung geführt hat, aus dem Gefängnis auszubrechen und ihn dann zu ermorden. Tatsächlich bricht der Tipton Slasher wenig später aus, was Richter Foozle in Panik versetzt. Der Richter ruft ein Detektivbüro an, das seine am wenigsten talentierten Angestellten zu ihm schickt: Ferdinand Finklebery, der zweitschlechteste Detektiv der Welt, und Sherlock Pinkham, der schlechteste Detektiv der Welt und angeblicher Verwandter von Wilhelm Tell. Nachdem die beiden ängstlichen Detektive auf dem Weg mit dem Verlust ihrer Hüte viel Zeit an einem Friedhof vertrödelt haben, gelangen sie schließlich zum Anwesen des Richters, wo dieser mit seiner deutlich jüngeren Frau lebt.
Inzwischen befindet sich allerdings auch schon der Tipton Slasher im Haus: Er hat den echten Butler der Foozles, der heute seinen ersten Arbeitstag gehabt hätte, überfallen und gibt sich nun als dieser aus. Ferdinand und Sherlock finden den Butler, der ihnen eine gute Nacht und langen Schlaf wünscht, zunächst sehr freundlich, ehe sie sein Foto in der Zeitung entdecken und ihn als Tipton Slasher identifizieren. Dieser jagt inzwischen mit seinem Messer nach dem in der Badewanne sitzenden Richter. Es entsteht eine wilde Verfolgungsjagd, an deren Ende Ferdinand den Tipton Slasher mit einer falschen Waffe in den Wandschrank sperren kann. Im Wandschrank hatte sich jedoch auch schon Sherlock Pinkham ängstlich versteckt, der sich nun vom Tipton Slasher blaue Augen holt. Während die Polizei erscheint und den Tipton Slasher abführt, verpasst Sherlock seinem Kollegen Ferdinand als Ausgleich auch blaue Augen.

## Hintergrund
Do Detectives Think? wurde zwischen dem 25. April und dem 6. Mai 1927 in den Hal Roach Studios gedreht und erschien am 20. November 1927 in den Kinos. Der Film entstand in der Früh- und Entwicklungsphase des Komikerduos, als sich ihre Markenzeichen noch entwickelten, und gilt oft als einer der ersten „richtigen“ Laurel-und-Hardy-Filme. In diesem Film tragen sie erstmals ihre berühmten Melonenhüte in unterschiedlichen Größen, die sie im Laufe der Filmhandlung mehrmals miteinander vertauschen. Anstelle ihrer richtigen Vornamen tragen sie allerdings noch die komischen Namen Ferdinand Finkleberry und Sherlock Pinkham.
Der kanadische Musiker Nash the Slash wurde zu seinem Bühnennamen durch die Figur des Tipton Slashers inspiriert.